# Saab 35 Draken

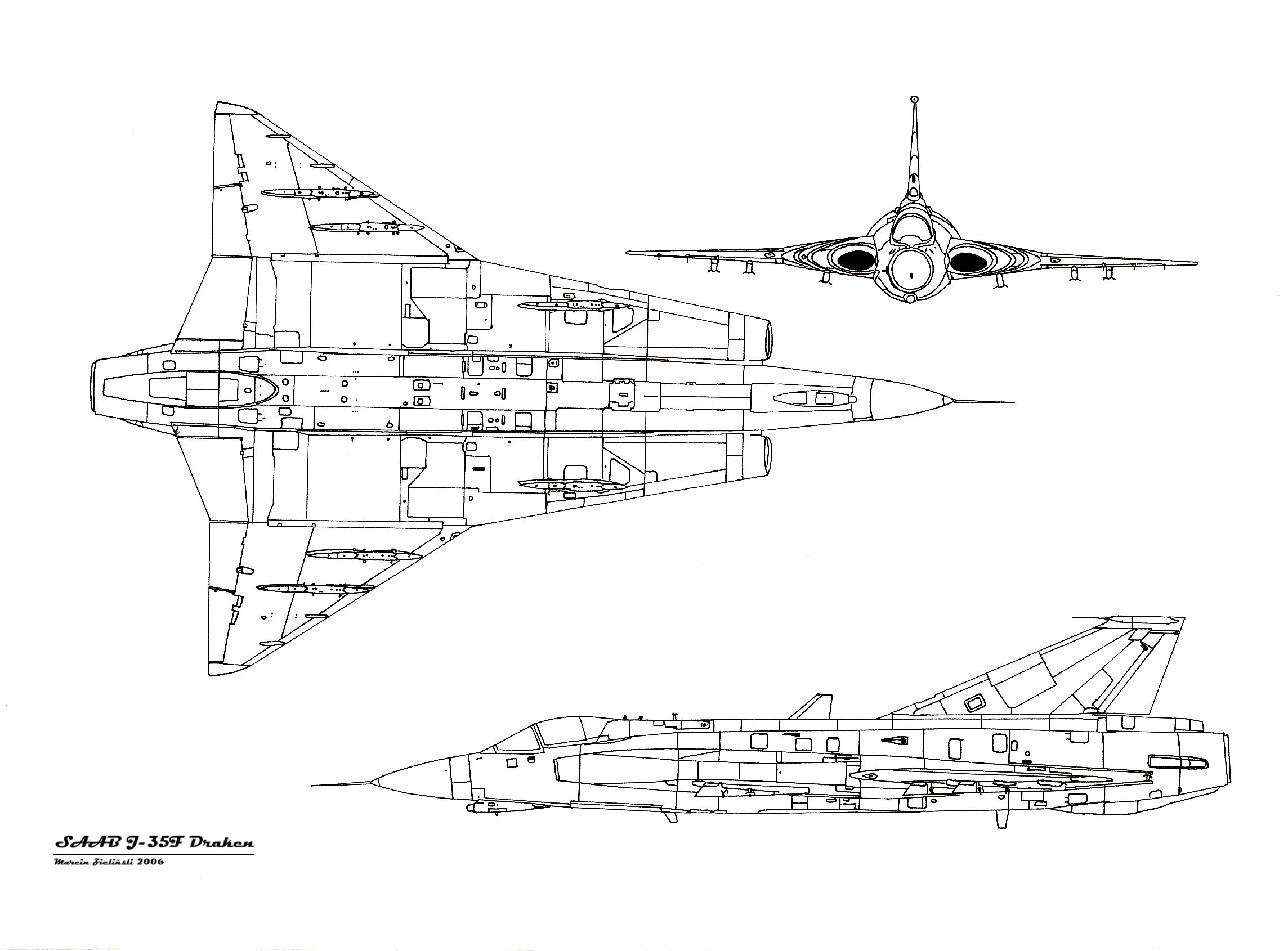

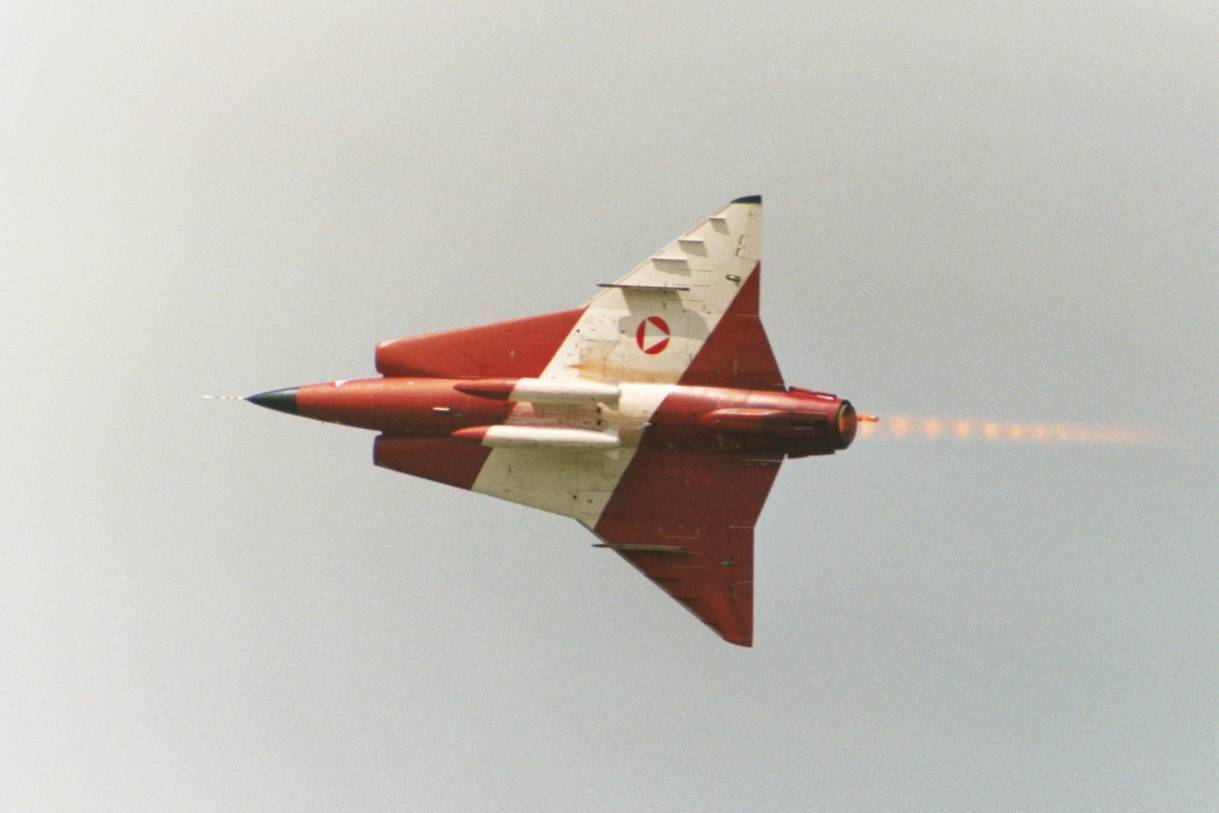

Сааб 35 «Дракен» (швед. Saab 35 Draken, draken — воздушный змей/дракон/крокодил/шмель) — шведский сверхзвуковой истребитель. Разработан компанией SAAB в середине 1950-х годов для замены истребителя Saab 29 Tunnan. В 1960 году принят на вооружение ВВС Швеции, где использовался до 1998 года. Поставлялся на экспорт в Австрию, Данию и Финляндию. Отличительная особенность «Дракена» — крыло Бартини — необычное треугольное крыло двойной стреловидности. На этом истребителе был впервые выполнен манёвр, позднее получивший название "Кобра".

## История создания
Проект «1200», начавшийся в 1949 году, имел целью создание истребителя-перехватчика для замены истребителя Saab 32 Lansen.
В 1950-х годах советская внешняя разведка получила проект истребителя Saab 35 Draken благодаря действиям полковника ВВС Швеции Стига Веннерстерёма, позже осуждённого за шпионаж.

## Модификации

### J 35A
Истребитель-перехватчик. Всего, в период с 1959 г. по 1961 г. было произведено 90 машин этой версии. Начиная с 63-го самолёта, на них стали устанавливать усовершенствованную форсажную камеру, что потребовало увеличения длины хвостовой части фюзеляжа и изменения конструкции шасси. С того времени самолёты получили дополнительную хвостовую стойку шасси с двумя колесами. Самолёты оснащались французской системой управления огнём Thomson CSF Cyrano.

### J 35B
Истребитель-перехватчик, с возможностью применения в качестве истребителя-бомбардировщика. Выпускался в период с 1962 г. по 1963 г. Всего выпущено 73 самолёта. Внешне практически не отличался от «длиннохвостых» J 35А поздних выпусков. Основные отличия: возможность оснащения бомбами и НУРС, оснащение шведской интегрированной системой ведения воздушного боя «STRIL 60», установка шведского радара PS-03.

### Sk 35C
Двухместная учебно-тренировочная версия самолёта. Всего было произведено 26 самолётов путём модификации 25-и ранних «короткохвостых» J 35A и одного прототипа. Учебно-тренировочные самолёты имели минимальное вооружение.

### J 35D
Истребитель-перехватчик, дальнейшее развитие версий J 35A и J 35B. Производился в период с 1963 г. по 1964 г. Произведено 120 машин. Основное отличие от предыдущих версий — более мощный и современный двигатель Rolls-Royce Avon 300 (RM 6C).

### S 35E
Самолёт-разведчик. Производился с 1963 г. по 1968 г. Всего было произведено 60 самолётов, из них 28 — модифицированные J 35D. У самолёта полностью отсутствовало вооружение и не устанавливался радар. На освободившееся место монтировалось фотооборудование.

### J 35F
Истребитель-перехватчик. Дальнейшее развитие версии J 35D. Производился с 1965 г. по 1972 г. Всего произведено 230 машин. Эта версия оснащалась улучшенными системами электроники и авионики, в том числе интегрированными системами навигации, целеуказания и управления оружием. Для установки электронных систем пришлось отказаться от одной из пушек в левой корневой части крыла. Боезапас оставшейся пушки был увеличен до 100 снарядов.

### J 35J

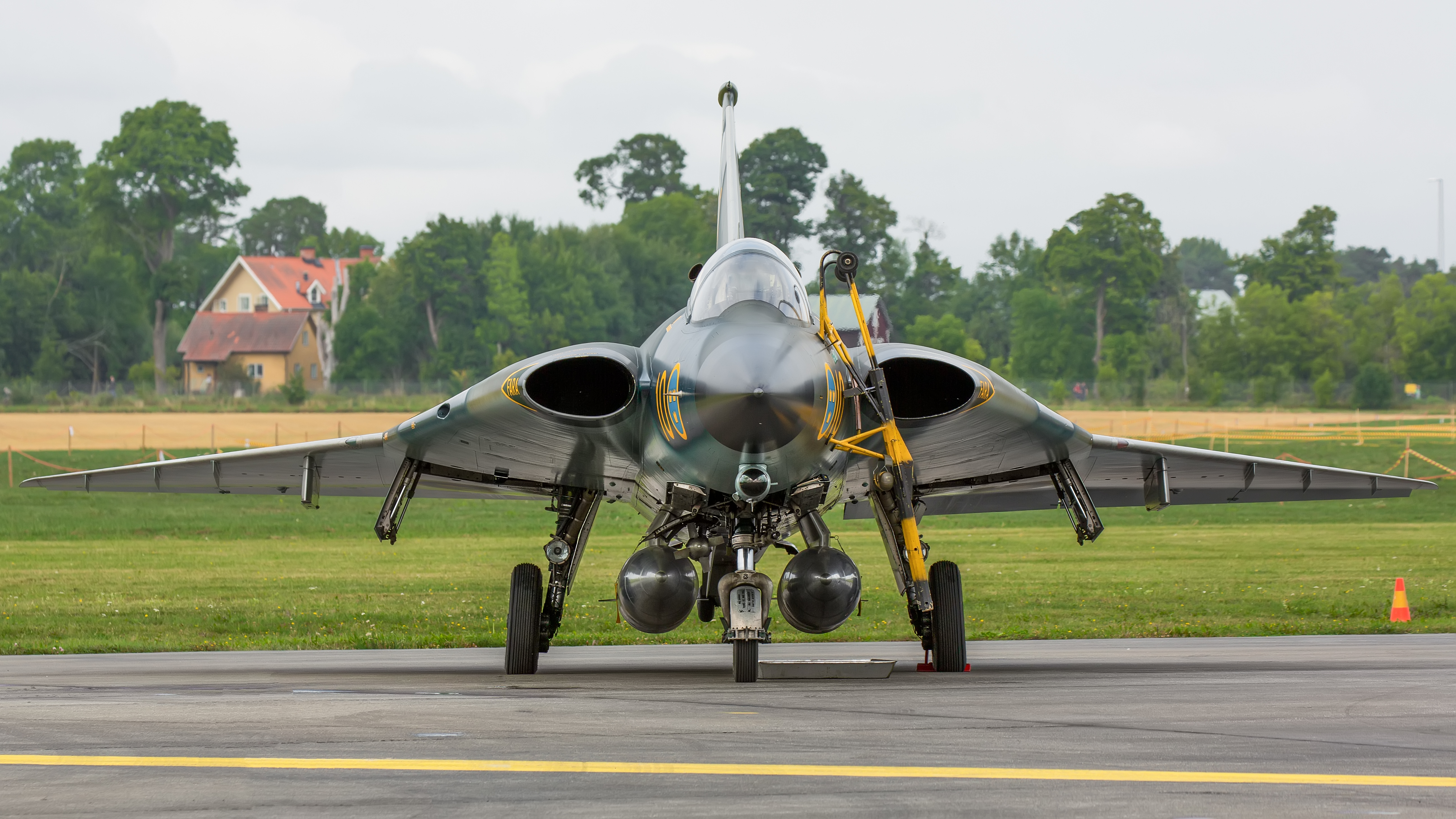
J35J Draken на ежегодном авиашоу в городе Уппсала (2022)

В 1985 году правительство Швеции заказало модернизацию самолётов J 35F до нового современного стандарта J 35J. Всего в период с 1987 г. по 1991 г. модернизацию прошли 67 самолётов. Модернизированный самолёт был оснащен новым радаром, инфракрасным датчиком, системой распознавания «свой-чужой» и т. п. Визуально он отличался от предыдущей версии наличием двух дополнительных пилонов под крыльями.

### Saab 35H
Экспортный вариант, предлагавшийся для поставок в Швейцарию. Ни одного самолёта не было продано.

### Saab 35XD
Экспортный вариант для ВВС Дании

### Saab 35XS
Истребитель для ВВС Финляндии. Машинокомплекты производились на заводе Saab, а затем собирались по лицензии в Финляндии на заводе Valmet. Всего было собрано 12 самолётов.

### Saab 35Ö
В середине 1980-х Saab выкупил у ВВС Швеции 24 истребителя J 35D и модифицировал их до версии Saab 35Ö. Впоследствии, эти самолёты были поставлены в ВВС Австрии.

## Состоял на вооружении
Швеция
ВВС Швеции
 Австрия
ВВС Австрии
 Дания
ВВС Дании
 Финляндия
ВВС Финляндии

## Тактико-технические характеристики
- Экипаж: 1
- Длина: 15,35 м
- Размах крыла: 9,40 м
- Высота: 3,89 м
- Площадь крыла: 49,20 м²
- Масса пустого: 7425 кг
- Масса максимальная взлётная: 16 000 кг
- Двигатель: 1 × Volvo Flygmotor RM 6C турбореактивный с форсажной камерой
  - Тяга: 56,89 кН (12,787 lbf)
  - Тяга форсажная: 78,51 кН (17,637 lbf)

Лётные характеристики
- Максимальная скорость:
  - на высоте 11000м : 2125 км/ч (М = 2,0)
  - на уровне моря : 1100 км/ч
- Дальность полёта: 3250 км с подвесными топливными баками
- Практический потолок: 20 420 м
- Нагрузка на крыло: 231,6 кг/м²
- Длина ВПП для взлета: 800 м

Вооружение
- Пушки: 1× или 2×30 мм M-55 пушки ADEN по 200 снарядов суммарно (100 снарядов на 1 пушку для модификаций с двумя пушками)
- Точки подвески: для подвесных топливных баков весом до 29 кг или следующего вооружения:
  - НУР: 2×75 мм «воздух-земля» под фюзеляжем или 2×135 мм ракеты на шести подкрыльевых пилонах
  - Управляемые ракеты: Rb 24, Rb 27 или Rb 28 «воздух-воздух»
  - Бомбы: 55-, 220-фунтовые бомбы
  - Ракеты: AIM - 9B(Sidewinder) 2 шт